# Celebrazioni del Signore
Elenco delle varie celebrazioni del Signore, secondo l'emerologia cattolica "martirologio romano", in base al calendario liturgico cattolico romano. Le date variano in riferimento al calendario astronomico.
| Celebrazione                             | Grado     | Data                                                      | Colore liturgico |
| ---------------------------------------- | --------- | --------------------------------------------------------- | ---------------- |
| Ascensione del Signore                   | Solennità | Celebrazione mobile                                       | Bianco           |
| Battesimo del Signore                    | Festa     | Celebrazione mobile                                       | Bianco           |
| Cena del Signore                         | Solennità | Celebrazione mobile (Giovedì Santo)                       | Bianco           |
| Corpus Domini                            | Solennità | Celebrazione mobile (Domenica dopo la Santissima Trinità) | Bianco           |
| Cristo Re dell'universo                  | Solennità | Celebrazione mobile (34ª domenica del tempo ordinario)    | Bianco           |
| Domenica della Divina Misericordia       | Festa     | Celebrazione mobile (Seconda domenica di Pasqua)          | Bianco           |
| Domenica delle Palme                     | Solennità | Celebrazione mobile                                       | Rosso            |
| Epifania del Signore                     | Solennità | 6 gennaio                                                 | Bianco           |
| Esaltazione della Santa Croce            | Festa     | 14 settembre                                              | Rosso            |
| Mercoledì delle Ceneri                   | Solennità | Celebrazione mobile                                       | Viola            |
| Passione del Signore                     | Solennità | Celebrazione mobile (Venerdì Santo)                       | Rosso            |
| Pasqua di Risurrezione del Signore       | Solennità | Celebrazione mobile                                       | Bianco           |
| Pentecoste                               | Solennità | Celebrazione mobile                                       | Rosso            |
| Presentazione del Signore                | Festa     | 2 febbraio                                                | Bianco           |
| Veglia Pasquale nella Notte Santa        | Solennità | Celebrazione mobile (Sabato Santo)                        | Bianco           |
| Sacratissimo Cuore di Gesù               | Solennità | Celebrazione mobile (Venerdì dopo il Corpus Domini)       | Bianco           |
| Santa Famiglia di Gesù, Maria e Giuseppe | Festa     | Celebrazione mobile (Domenica dopo Natale)                | Bianco           |
| Santissima Trinità                       | Solennità | Celebrazione mobile (Domenica dopo la Pentecoste)         | Bianco           |
| Trasfigurazione del Signore              | Festa     | 6 agosto                                                  | Bianco           |